# Byerley Turk
Vous lisez un « bon article » labellisé en 2023.
Byerley Turk est le plus ancien des trois étalons à l'origine des Pur-sang actuels.
Il passe relativement inaperçu à son époque, l'Angleterre de la fin de la Restauration Stuart, peu d'informations relatives aux chevaux de Robert Byerley ayant survécu. Byerley Turk a vraisemblablement été monté par le capitaine Byerley pendant son service militaire en Irlande, notamment à la bataille de la Boyne et sur une course hippique dans le comté de Down.
Ce cheval devient connu à partir du milieu du XVIIIe siècle, en raison de sa présence dans les généalogies des meilleurs chevaux de course anglais, puis est hissé au siècle suivant au rang des étalons fondateurs de la race des chevaux de course Pur-sang. Il suscite de vifs débats de spécialistes ainsi que des légendes, en particulier concernant ses origines et le contexte de son acquisition par le capitaine Byerley.
Byerley Turk est le père de Basto, et l'ancêtre de Herod.

## Dénomination et sources

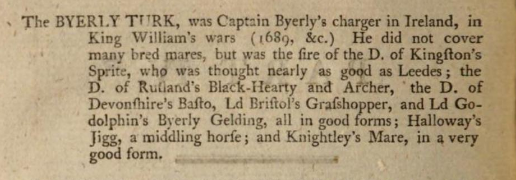
Entrée du « Byerly Turk » dans la première édition complète du General Stud Book publiée en 1793 par James Weatherby.

Le professeur de littérature britannique Richard Nash identifie « deux variantes orthographiques », Byerly et Byerley, qui a été proposé après la restauration moderne de la version antérieure. Au début du XXe siècle, C.M. Prior
a en effet « corrigé » ce qu'il estimait être la « mauvaise orthographe » du nom de Byerley dans le General Stud Book (GSB). Cette orthographe révisée a rapidement remplacé l'ancienne dans les sources.
Nash souligne aussi qu'à l'époque où ce cheval a vécu, il y avait peu de « conscience de son importance historique » ; de plus, la notion de Pur-sang, comme celle de races de chevaux distinctes et à préserver dans leurs spécificités, n'existe pas encore. Les importations régulières de chevaux orientaux ont pour but de « régénérer » le cheptel anglais. Le concept de race de chevaux étant en formation à l'époque, les notions de cheval turc, arabe et barbe peuvent être utilisées de façon interchangeable. Le qualificatif de « turc » peut être appliqué à un cheval né en Angleterre de parents importés
.
La première mention connue de ce cheval est du fait d'une tentative de John Cheny d'établir les pedigrees des chevaux connus par les turfistes anglais, en 1743. Il écrit : 
« I have been informed by a person of rank and great honour, that the horse called by Sportsmen, the Byerley Turk [...] Was in fact, an Arabian. He was Captain Byerley’s Charging Horse in Ireland in the time of King Williams Wars, and afterward proved a very excellent stallion. »
— John Cheny, An Historical List of All Horse-Matches Run

« J'ai été informé par une personne de rang et de grand honneur, que le cheval appelé par les sportifs, le Turc de Byerley [...] était en fait un Arabe. Il était le cheval de charge du capitaine Byerley en Irlande à l'époque des guerres du roi Guillaume, et s'est révélé par la suite un excellent étalon. »
— An Historical List of All Horse-Matches Run
Cheny affirme tenir « d'une personne de rang et de grand honneur » que ce cheval était arabe et qu'il s'appelle Byerley's Turk, bien que la seule information d'origine soit qu'il s'agisse du Byerley's Charging Horse (cheval de charge de Byerley).

## Histoire
Richard Nash remet l'histoire de Byerley Turk dans le contexte de son époque, « la politique nationale de l'Angleterre de la fin de la Restauration, où les questions d'église et d'État, de protestantisme et de catholicisme, et de royalisme, étaient à l'ordre du jour ». L'historienne anglaise Donna Landry insiste quant à elle sur l'admiration dont jouissent les chevaux de l'Empire ottoman en Angleterre à l'époque. Au milieu du XVIIIe siècle, l'importance culturelle et le succès des courses de chevaux entraînent la diffusion de détails d'altérité exotique au sujet de Byerley Turk. Landry note que chacun des trois étalons fondateurs du Pur-sang est associé à une histoire d'acquisition prestigieuse par des Européens : la capture militaire pour Byerley Turk, le cadeau diplomatique pour Godolphin Arabian, et le commerce pour Darley Arabian. À l'origine de la fondation de la race du Pur-sang et de l'histoire de Byerley Turk se trouvent aussi des « faits guerriers, liés à l'expansion coloniale de l'Angleterre », avec une intrication entre la généalogie des chevaux et la mémoire vivante de leur propriétaire, « transmise de génération en génération ».
Dans le premier volume (et les suivants) du General Stud Book, ce cheval était identifié comme Byerly Turk. Les informations que Cheny a enregistrées dans sa liste historique de 1743, souvent copiées et répétées, le décrivent comme le cheval de charge militaire du capitaine « Byerly » (Robert Byerley) pendant les guerres du roi Guillaume III d'Orange-Nassau. Les informations de Cheny sont notamment reprises par Prior.

### Naissance et jeunes années
L'origine de Byerley Turk donne lieu à « des débats de spécialistes particulièrement animés ». Il existe deux hypothèses principales concernant sa naissance et ses jeunes années, et diverses propositions de dates de naissance échelonnées entre 1679 et 1684. 

#### Hypothèse d'une capture hors d'Angleterre

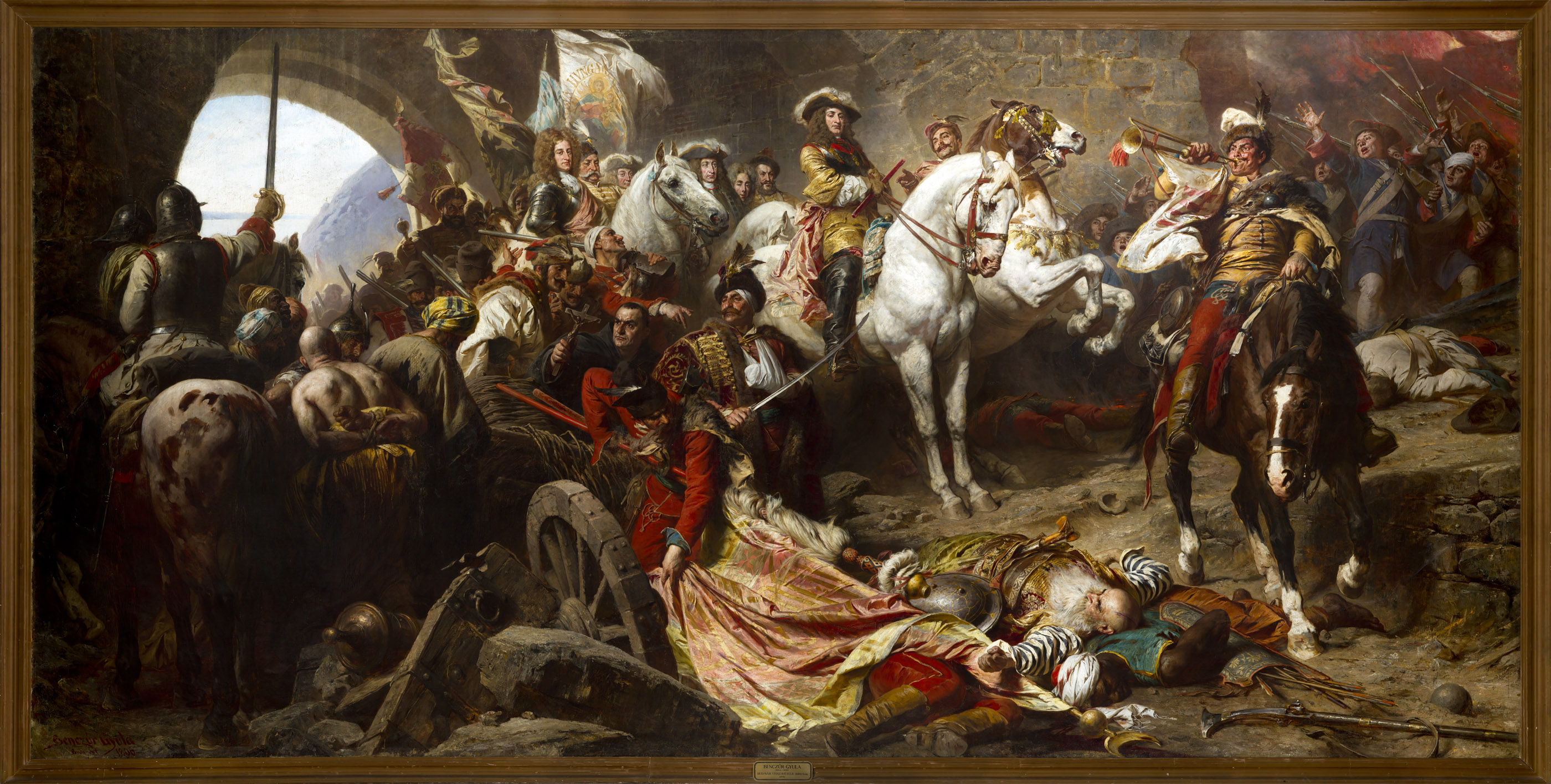
L'armée impériale pénétrant dans Buda : Charles V de Lorraine (à cheval, à gauche) et Eugène de Savoie (à cheval, à droite) devant le corps du général ottoman Abdurrahman Abdi Pacha. Peinture de Gyula Benczúr, 1896.

La version la plus courante est de voir dans Byerley Turk une prise de guerre anglaise à l'empire ottoman.
L'historien Prior, qui a longtemps fait autorité, soutient en 1924 (et sans citer ses sources) que Byerley Turk a été capturé par le capitaine anglais Robert Byerley en 1687, lors des sièges de Buda (Hongrie) contre les Ottomans. Cette hypothèse est présentée comme la véritable histoire de Byerley Turk dans de nombreux ouvrages récents. Selon la légende, l'étalon aurait été si rapide et fougueux qu'il fallut plusieurs jours de traque pour parvenir à le capturer.
Le capitaine Byerley se serait trouvé dans l'un des régiments du duc de Lorraine ; il n'existe cependant aucune preuve qu'il ait participé à ce siège,. Dans le cadre de la rédaction de son roman historique The Byerley Turk : The True Story of the First Thoroughbred (publié en 2005), James Jeremy a recherché des informations à propos du siège de Buda dans les archives : il n'existe aucune mention de Robert Byerley ou d'un cheval turc capturé à Buda. De plus, les archives de la carrière militaire complète de Byerley montrent sans ambiguïté que le seul service militaire qu'il a effectué hors d'Angleterre fut la campagne irlandaise de 1689-90. Jeremy a donc postulé que c'est Edward Vaudrey qui aurait capturé Byerley Turk pendant cette campagne, avant de le vendre au capitaine Byerley.
D'après l'analyse de Nash, Prior décrit la capture du cheval à Buda dans le contexte de l'entre-deux-guerres, alors que l'Angleterre cherche à contenir le mouvement indépendantiste en Irlande. Son acceptation populaire découle du fait qu'il était facile d'imaginer qu'un cheval présent lors des victoires des Protestants de la maison d'Orange en Irlande puisse provenir d'une victoire antérieure lors d'un conflit européen.
Il existe aussi une version qui date la capture de Byerley Turk au siège de Vienne par l'empire Ottoman, en 1683,.

#### Hypothèse d'une naissance en Angleterre

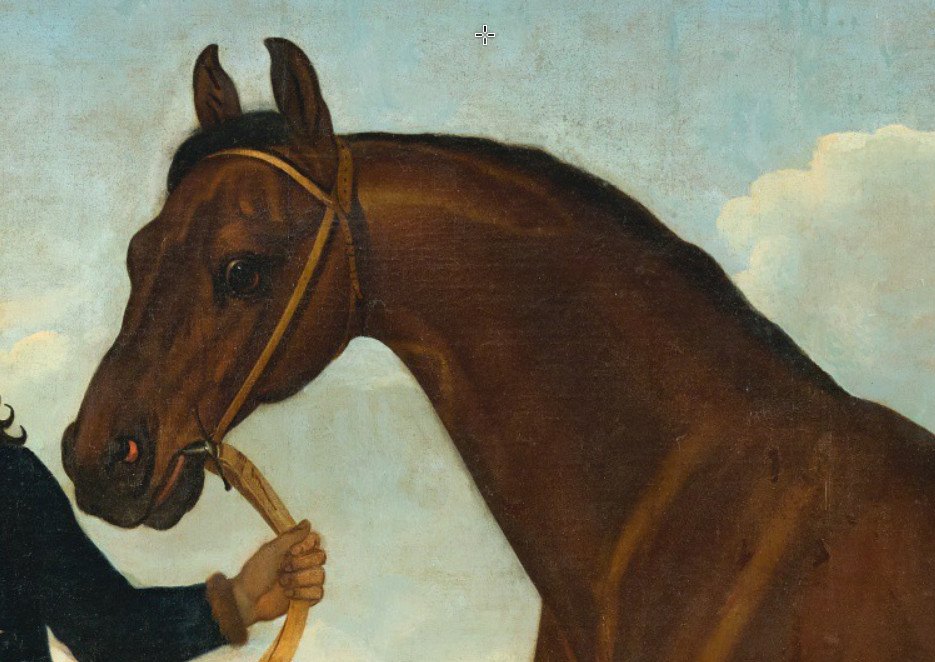
Détail sur la tête de Byerley Turk, d'après une peinture attribuée à Thomas Spencer.

Alexander Mackay-Smith et Nash proposent l'hypothèse que Byerley Turk soit né en Angleterre ; il n'existe en effet aucune preuve qu'il soit né en dehors. Mackay-Smith s'appuie sur son travail antérieur de démystification des origines « arabes » du Pur-sang. Nash réalise une enquête historique en s'appuyant sur les archives. 
Robert Byerley a hérité du domaine familial de son père Anthony Byerley, Middridge Grange, après la mort de celui-ci, ce qui a laissé supposer qu'il y vivait déjà avec son cheval « turc » avant son mariage avec Mary Wharton en 1692, mariage qui lui a permis de s'approprier Goldsborough Hall. Cependant, Robert Byerley était déjà responsable de Goldsborough et de tous les biens de Mary durant les sept années précédentes. La correspondance entre Lord Wharton et Philip Swale évoque une transaction passée pour une jument et un ou deux poulains, arrivés sur son domaine durant l'été 1685, ce qui pourrait correspondre à Byerley Turk. Mourant, Wharton entre en possession d'une poulinière et d'un ou deux poulains en 1684-1685. 
Le règlement après sa mort est « remarquablement long », mais au moins un poulain né au printemps 1684 ou 1685 fait partie de la succession de Mary Wharton, dont Robert Byerley est alors le tuteur. 
« I cannot claim to have definitive proof that the horse, who came to be known as Byerley’s
Turk, is the colt that Philip Wharton acquired from Andrew Wilkinson. At most, I have offered a specific, plausible candidate, one that is more plausible than the current view that the horse was imported as spoils of battle from a war in which his owner never fought. »
— Richard Nash, Beware a Bastard Breed - Notes Towards a Revisionist History Of The Thoroughbred Racehorse.

« Je ne peux pas prétendre avoir la preuve définitive que le cheval, qui est devenu connu sous le nom de Byerley's Turk, est le poulain que Philip Wharton a acheté à Andrew Wilkinson. Tout au plus, j'ai proposé un candidat spécifique et plausible, un candidat qui est plus plausible que l'opinion actuelle selon laquelle le cheval a été importé comme butin d'une guerre dans laquelle son propriétaire n'a jamais combattu. »
— Beware a Bastard Breed - Notes Towards a Revisionist History Of The Thoroughbred Racehorse.
Son éleveur, le Capitaine Francis Wilkinson de Borrowbridge (West Laten dans le Yorkshire), a pour neveu un éleveur de Pur-sang devenu extrêmement important en épousant l'héritière de la famille Darcy de Sedbury (propriétaire de nombreuses juments royales, ou Royal Mares). Les archives confirment que « le Capitaine Wilkinson était un important éleveur de chevaux de l'époque, un point de vue corroboré par des publicités ultérieures ». Le testament de Philip Wharton indique qu'il donne huit chevaux aux quatre hommes qu'il charge d'administrer ses biens, indiquant qu'il disposait d'une grande écurie de chevaux de qualité. Un dernier indice est que les 78 poulinières les plus anciennes identifiées comme étant à l'origine du Pur-sang dans le GSB proviennent d'une zone géographique restreinte, la Vale of York, située entre le Yorkshire et le Durham.

### Carrière sportive de Byerley Turk

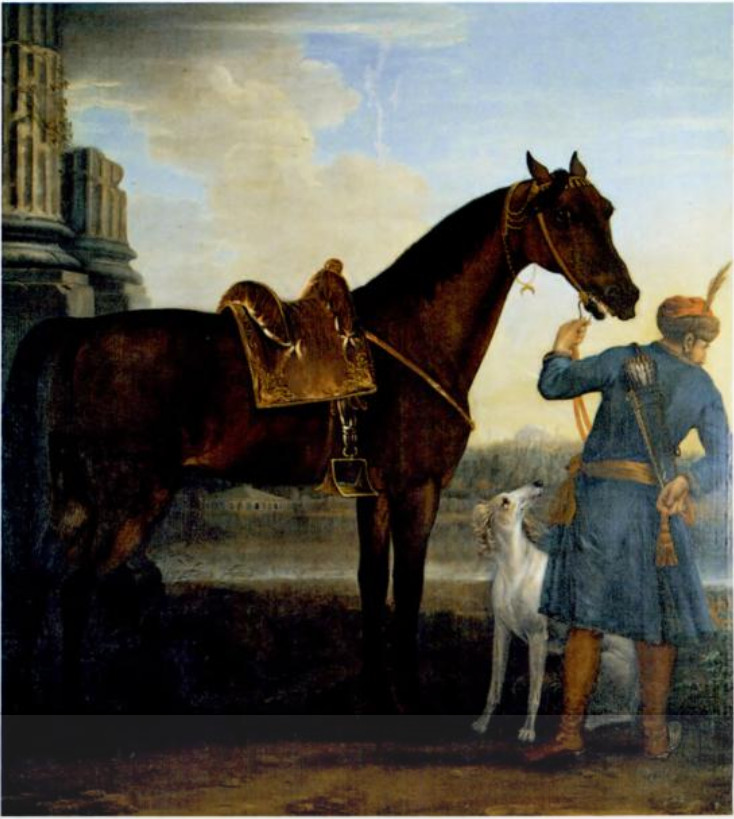
Byerley Turk tenu par un groom, peinture de John Wootton datée de 1731.

En 1685, James II a accordé une charte à une Corporation of Horse Breeders in the County of Down, permettant d'y établir un hippodrome et d'organiser des courses pour stimuler l'élevage de chevaux. La première course est organisée en mars 1690 à Downroyal, et remportée par le Barbe du colonel Heyford, le Turc de Byerley terminant 3e,. D'autres versions, non-vérifiées, accordent une victoire à Byerley Turk et une « cloche d'argent » lors de cette course en Irlande du Nord, au printemps 1690,.

### Carrière militaire de Byerley Turk
Il existe des preuves documentées que le capitaine Byerley utilise ce cheval lors de campagnes militaires en Irlande à partir de 1688-1689, sous les ordres de Guillaume III,. Il participe vraisemblablement à la bataille de la Boyne en 1690. Prior ajoute que le capitaine Byerley aurait été capable d'échapper à une embuscade sur son cheval turc grâce à sa grande vitesse, pendant une mission de reconnaissance avant cette bataille,.

### Carrière de reproducteur

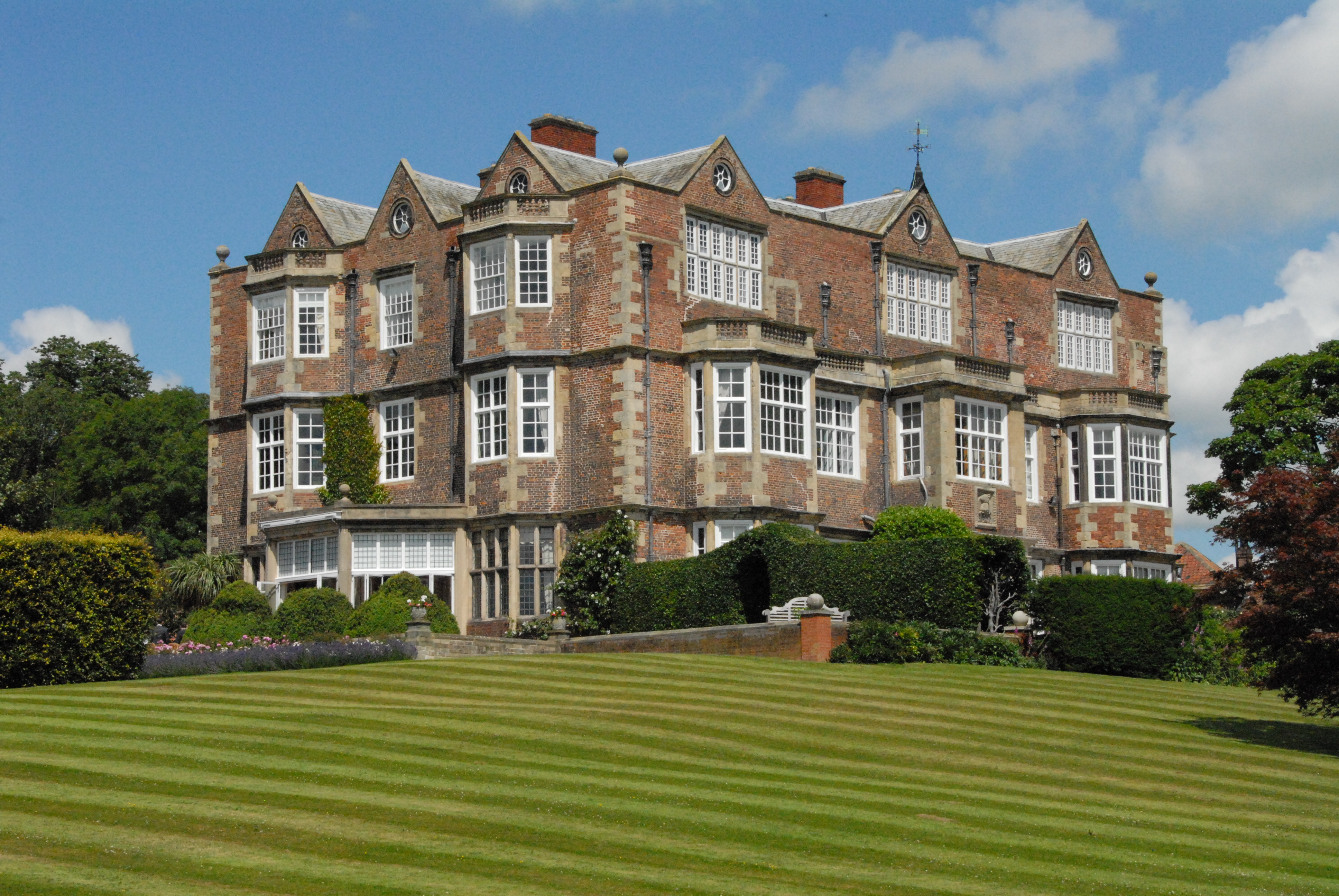
Goldsborough Hall.

Lorsque le capitaine Byerley prend sa retraite militaire, son étalon est transféré au haras de Middridge Grange, puis en 1697 à Goldsborough Hall, dans le Yorkshire du Nord.
Byerley Turk est utilisé pour la reproduction lorsque le capitaine se retire dans son manoir de Goldsborough en Angleterre. Il est très vite remarqué pour son aptitude à donner naissance à des chevaux de course. Il reste dans cet élevage au moins jusqu'en 1701.

## Description

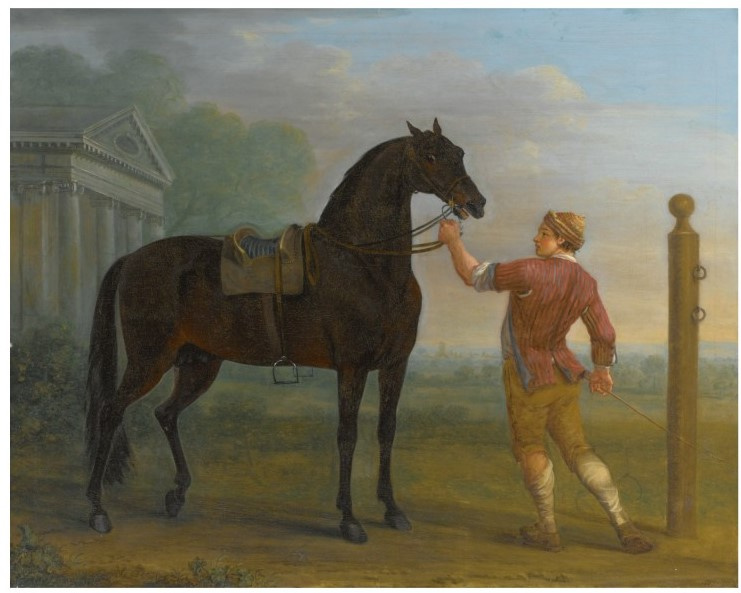
Peinture de John Wootton qui pourrait représenter Byerley Turk.

D'après son portrait par John Wootton, Byerley Turk est un étalon de robe sombre, de couleur bai-brun ou bai foncé, dénué (ou presque) de marques blanches,. Il semble de grande taille, a de grands yeux, est doté d'une longue encolure fine et attachée haut, et d'une queue également attachée haut.
Il y a controverse aussi quant à son origine génétique, certaines sources le décrivant comme un Arabe, d'autres comme un Turkoman (Akhal-Teké). Pour Landry, de tous les fondateurs du Pur-sang, Byerley Turk est le plus susceptible d'avoir été un cheval turc ou turkmène, donc un « proto-Akhal-Teké ».
Byerley Turk est associé à l'haplogroupe Tb-oB1, qui se retrouve parmi une grande variété de races de chevaux, dont le Turkoman / Akhal-Teké, le Lipizzan et le Huçul, ces deux dernières races n'ayant pas été croisées avec le Pur-sang. Plus spécifiquement, il présenterait le subhaplogroupe sHG Tb-oB1, une variation allélique du tétranucléotide microsatellite fBVB. La lignée de Byerley Turk n'est pas associée à un marqueur allélique spécifique. 
Nash postule que Byerley Turk puisse être un fils de la « jument Barbe naturelle » de Lord Arlington, une jument reçue du roi du Maroc et acquise ensuite par Wharton. Il se base sur le fait qu'Andrew Wilkinson possédait la jument Barbe naturelle de Lord Arlington avant 1685, et qu'à cette époque, il accouplait des juments avec son étalon turc.

## Descendance et postérité
Ce n'est qu'au début du XIXe siècle, après la parution du GSB, que Byerley Turk, avec Darley Arabian et Godolphin Arabian, a été identifié comme un « fondateur » du Pur-sang moderne, dont descendent les principaux vainqueurs de courses classiques. Il s'est relativement peu reproduit, et essentiellement avec des juments peu réputées ; ses deux meilleurs fils sont les étalons Basto (un bai-brun) et Jigg, avec Rutland’s Archer, Kingston’s Sprite et Godolphin’s Byerley Gelding. Jigg, un « étalon de campagne assez commun », est le père de l'excellent Partner,. Byerley Turk est aussi le père de mère présumé de Bulle Rock, le premier étalon Pur-sang importé sur le continent américain. La plupart de ses descendant portent une couleur de robe foncée, baie ou noire.
Son principal descendant est Herod (1758), dit « Roi Hérode » (King Herod), petit-fils de Partner, l'un des trois premiers étalons Pur-sang inscrits au stud-book de la race avec Matchem (issu d'une mère par Partner), et Eclipse. C'est surtout grâce à Herod que Byerley Turk est devenu célèbre.
Byerley Turk apparaît aussi dans la généalogie de Marske, et trois fois dans celle d'Eclipse.
Ce sont surtout son petit-fils Partner et son arrière-arrière-petit-fils Herod, qui établissent la renommée de Byerley Turk. Cet étalon est cependant peu représenté parmi les lignées modernes du Pur-sang, un rare exemple notable de descendant récent étant Ahonoora.
Il semble que Byerley Turk soit entré dans la génétique de la race Arabe. Un étalon de course enregistré comme un « Arabe » importé depuis la Syrie en Égypte a été engendré par le Pur-sang Temeraire en 1905, lui-même issu de la lignée de Byerley Turk en Irlande.

## Dans la culture

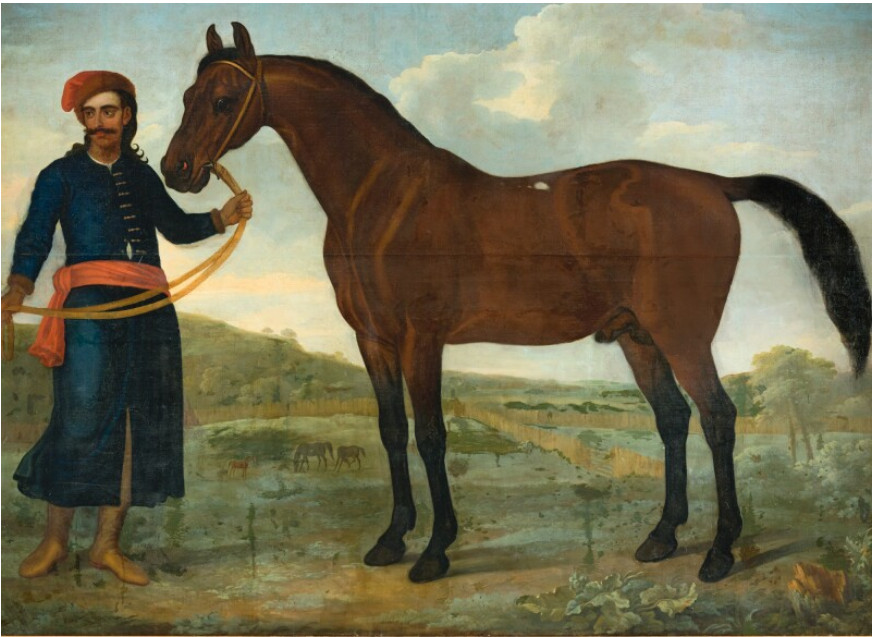
Portrait de Byerley Turk attribué à Thomas Spencer.

Byerley Turk a été représenté plusieurs fois en peinture. 
Le peintre britannique John Wootton a peint Byerley Turk tenu par un groom en 1731 ; ce tableau est conservé dans une collection privée.
Une peinture à l'huile sur toile, attribuée à Thomas Spencer qui l'aurait réalisée entre 1730 et 1763, le représente tenu par un groom syrien. Il en existe deux versions ; la seconde, avec un arrière-plan différent, était conservée parmi la collection du Duc de Rosebery à The Durdans, Epsom, en 1901. 
Une biographie romancée de ce cheval a été publiée par James Jeremy en 2005 : The Byerley Turk : The True Story of the First Thoroughbred. Dans ce roman historique, Jeremy place la naissance de Byerley Turk en 1678 dans les Balkans, raconte sa participation « en 1683, dans le harnais serti de diamants et de rubis de l'étincelant sipahi ottoman », comme chargeur durant le siège de Vienne, sa capture lors du siège de Buda trois ans plus tard, son arrivée dans les écuries du roi Jacques II à Hounslow, son acquisition en 1687 par Robert Byerley, sa participation militaire en 1690 comme chargeur dans l'armée du roi Guillaume notamment à la bataille de la Boyne, et sa course à Downroyal. Il date sa mort à l'âge de 25 ans, en 1703.

#### Article de recherche
- [Nash 2012] (en) Richard Nash, « Beware a Bastard Breed - Notes Towards a Revisionist History Of The Thoroughbred Racehorse », dans The horse as cultural icon the real and symbolic horse in the early modern world, Brill, 2012 (ISBN 978-90-04-22242-7 et 90-04-22242-1, OCLC 1261990231, DOI https://doi.org/10.1163/9789004222427_009, présentation en ligne), p. 191–216

#### Récit de fiction
- [Jeremy 2005] (en) James Jeremy, The Byerley Turk : the incredible story of the world's first thoroughbred, Stackpole Books, 2005, XVII-347 p. (ISBN 0-8117-0155-7 et 978-0-8117-0155-6, OCLC 61458193, lire en ligne)